# Нижняя Македония

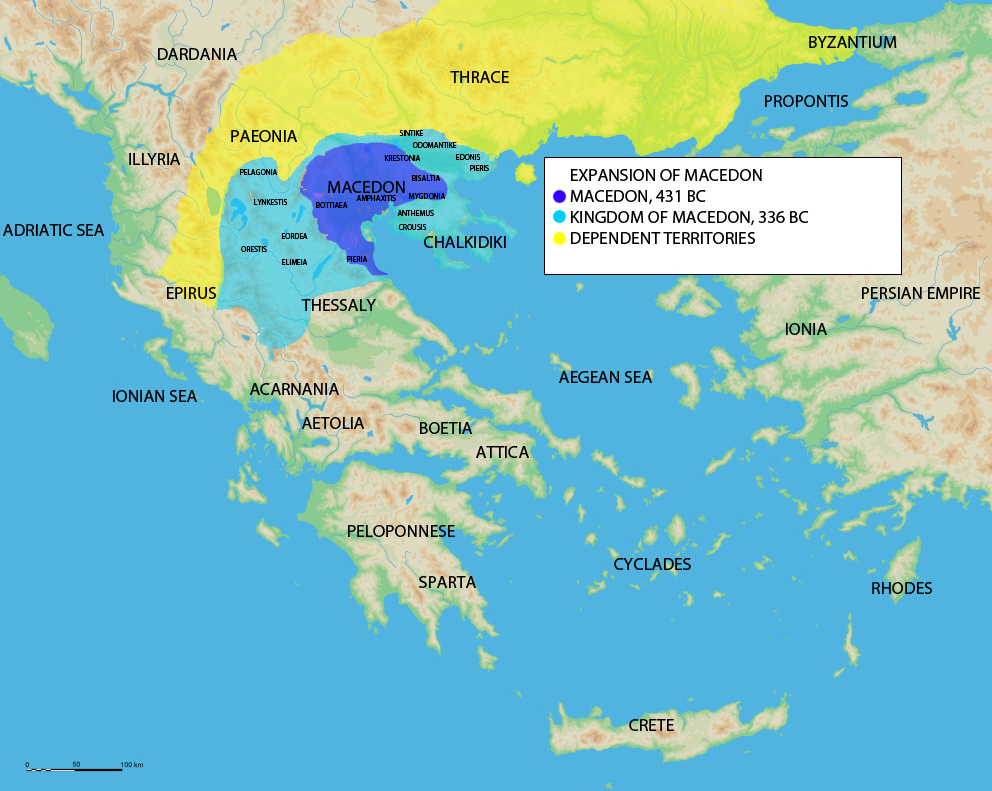
Нижняя Македония (фиол.) — как ядро македонского царства.

Нижняя Македония или собственно Македония — исторический географический термин. Включала в себя прибрежную равнину между рекой Алиакмонас и низовьями реки Аксиос на западе, и простиралась на восток до низовий реки Стримон. Её областями были: Пиерия, Ботиэя (др.-греч. Βοττιαία), Амфакситида,
Крестония (Κρεστονία), Мигдония (Μυγδονία), Анфемунт, Крусис (Κρουσίς, Κροσσαίη) и Бизалтия (Βισαλτία) и Эмафия (Ημαθία).
Позже Страбон называет южной границей Нижней Македонии реку Пеней и северной реку Алиакмон.
На геополитической карте ядро македонского царства — Нижняя Македония — также как религиозный центр македонян Дион и их древние столицы Эги (Вергина) и Пелла (город), полностью расположены в собственно Македонии.